# Ludvika Tidning
Ludvika Tidning var en svensk dagstidning som utkom mellan åren 1910 och 1993, med spridning i nuvarande Ludvika och Smedjebackens kommuner. Den tillhörde från 1918 Dalarnes tidnings- och boktryckeriaktiebolag som 1987 uppgick i det nybildade Dalarnas Tidningar AB. Ludvika Tidning delade visst material med den av samma företag utgivna Borlänge Tidning. 1993 sammanslogs den med Bergslagspostens så kallade Dalaupplaga till Nya Ludvika Tidning.